# Мерсье де Ла Ривьер, Пьер-Поль

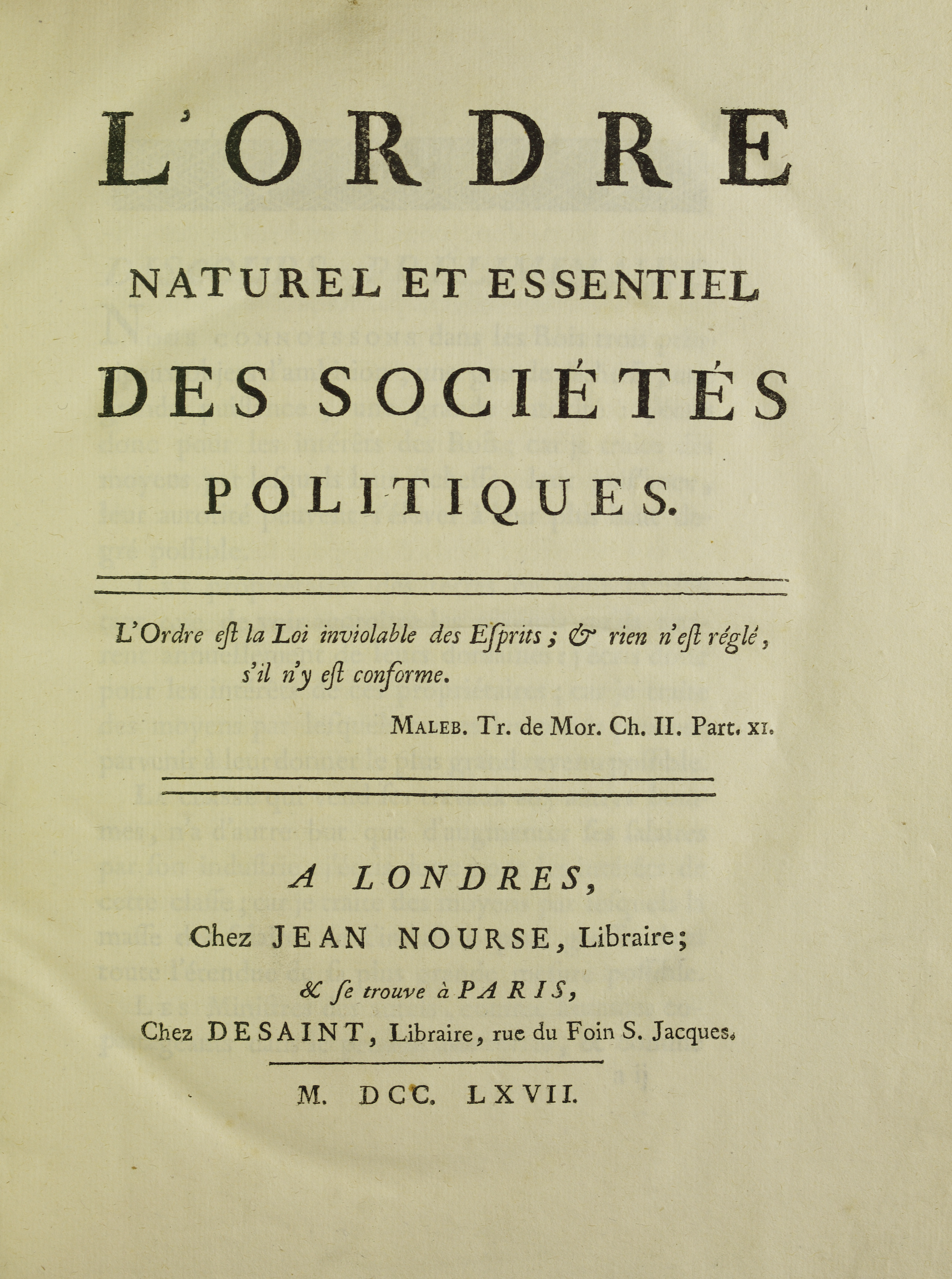
Ordre naturel et essentiel des sociétés politiques, 1767

Пьер-Поль (Ле) Мерсье де Ла Ривьер де Сен-Медар (фр. Pierre-Paul Lemercier (Mercier) de La Rivière de Saint-Médard; ок. 1719, Сомюр — ок. 1792, Париж) — французский экономист, представитель физиократов, разделявший взгляды Франсуа Кене. Выступал за свободу конкуренции, отмену всех ограничений в торговле, отстаивал важность земледелия как главного источника богатства.
Начал карьеру с должности советника парижского парламента (1747—1758). Благодаря покровительству госпожи де Помпадур был назначен интендантом (губернатором) Мартиники; за время пребывания в должности (1759—1764) добился больших успехов, восстановив экономику острова, сильно пострадавшую во время его захвата англичанами.
В 1767 году Мерсье де Ла Ривьер, завоевавший мгновенную известность после выхода в начале года сочинения «Естественный и необходимый порядок общественных учреждений» (L’Ordre naturel et essentiel des sociétés politiques), получил от Екатерины II приглашение отправиться в Россию для работы над составлением «Наказа» и, по совету Дидро, принял его. Проведя в Санкт-Петербурге всего несколько месяцев, он был со скандалом отстранён от двора и вернулся во Францию. Причиной этому были как расхождения с императрицей в политических и экономических взглядах, так и амбиции самого Мерсье де Ла Ривьера, утверждавшего, что за два года сможет полностью реформировать российское государство, и требовавшего огромного жалования. Екатерина II утверждала, что он — «говорун и много о себе думает», и высмеивала его проекты как несбыточные фантазии. В комедии «Передняя знатного боярина» (1772) она вывела образ француза Оранбара — невежды, авантюриста и прожектёра, уверенного, что в России люди ходят на четвереньках. Впоследствии в письме к Вольтеру от 2 (13) ноября 1774 года императрица фактически признала, что под этим именем выведен именно Ла Ривьер: «И г-н де ла Ривьер, который шесть лет назад полагал, что мы ходим на четвереньках и соблаговолил приехать с Мартиники, дабы поднять нас на задние лапы, также прибыл не вовремя».

## Сочинения
- L’Ordre naturel et essentiel des sociétés politiques. V. 1—2. Londres — Paris, 1767.
- De l’instruction publique, Paris, 1775
- L’intérêt général de l’Etat, ou la Liberté du commerce des blés. Amsterdam — Paris, 1770
- Essais sur les maximes et loix fondamentales de la monarcbie française ou Canevas d’un Code constitutionel. Paris, 1789.
- Palladium de la constitution politique, ou Régénération morale de la France. Paris, [s. а.].